# Salsola exalata
Salsola exalata är en amarantväxtart som beskrevs av Viktor Petrovitj Botjantsev. Salsola exalata ingår i släktet sodaörter, och familjen amarantväxter. Inga underarter finns listade i Catalogue of Life.